# دی‌متیل‌دی‌کلروسیلان
دی‌متیل‌دی‌کلروسیلان (به انگلیسی: Dimethyldichlorosilane) یک ترکیب شیمیایی با شناسه پاب‌کم ۶۳۹۸ است. شکل ظاهری این ترکیب، مایع شفاف است.

## تاریخچه
اولین ترکیبات ارگانوسیلیکن در سال 1863 توسط چارلز فریدل و جیمز کرافت گزارش شد که تترااتیل سیلان را از دی اتیل روی و تتراکلرید سیلیکون سنتز کردند. با این حال، پیشرفت عمده در شیمی ارگانوسیلیکون اتفاق نیفتاد تا زمانی که فردریک کیپینگ و شاگردانش شروع به آزمایش دی ارگانودی کلروسیلان ها (R2SiCl2) کردند که از واکنش تتراکلرید سیلیکون با واکنشگرهای گریگنارد تهیه شده بود. متأسفانه این روش از مشکلات تجربی زیادی رنج می برد.
در دهه 1930، تقاضا برای سیلیکون ها به دلیل نیاز به عایق های بهتر برای موتورهای الکتریکی و مواد آب بندی برای موتورهای هواپیما و به همراه آن نیاز به سنتز کارآمدتر دی متیل دی کلروسیلان افزایش یافت. برای حل این مشکل، جنرال الکتریک، کورنینگ گلس ورکز و شرکت داو کمیکال شراکتی را آغاز کردند که در نهایت به شرکت داو کورنینگ تبدیل شد. در طول 1941-1942، یوجین جی. روچو، شیمیدان از جنرال الکتریک، و ریچارد مولر، که به طور مستقل در آلمان کار می کردند، یک سنتز جایگزین از دی متیل دی کلروسیلان را یافتند که به آن اجازه می داد در مقیاس صنعتی تولید شود. این سنتز مستقیم یا فرآیند مستقیم که در صنعت امروزی مورد استفاده قرار می گیرد، شامل واکنش سیلیکون عنصری با متیل کلرید در حضور کاتالیزور مس است.

## آماده سازی

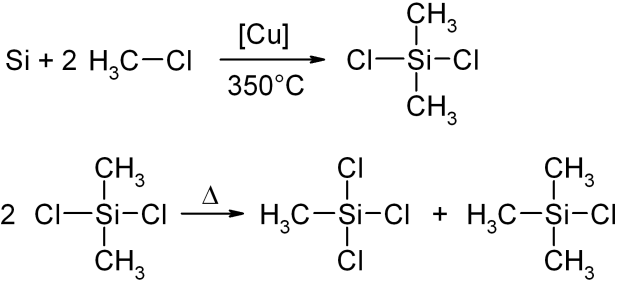
سازی آماده سازی

سنتز روچو شامل عبور متیل کلرید از یک لوله گرم شده پر از سیلیکون آسیاب شده و کلرید مس (I) بود. روش صنعتی فعلی سیلیکون ریز آسیاب شده را در یک راکتور بستر سیال در حدود 300 درجه سانتیگراد قرار می دهد. کاتالیزور به صورت Cu2O اعمال می شود. سپس متیل کلرید از راکتور عبور داده می شود تا عمدتاً دی متیل دی کلروسیلان تولید شود.
مکانیسم سنتز مستقیم مشخص نیست. با این حال، کاتالیزور مس برای ادامه واکنش ضروری است.
محصولات این واکنش علاوه بر دی متیل دی کلروسیلان شامل CH3SiCl3، CH3SiHCl2 و (CH3)3SiCl است که با تقطیر جزء به جزء از یکدیگر جدا می شوند. بازده و نقطه جوش این محصولات در نمودار زیر نشان داده شده است.

## کاربرد
هدف اصلی دی متیل دی کلروسیلان برای استفاده در سنتز سیلیکون ها است، صنعتی که در سال 2005 بیش از 10 میلیارد دلار در سال ارزش داشت. همچنین در تولید پلی سیلان ها که به نوبه خود پیش سازهای کاربید سیلیکون هستند، استفاده می شود.در کاربردهای عملی، دی کلرودی متیل سیلان را می توان به عنوان پوششی روی شیشه برای جلوگیری از جذب ذرات میکرو استفاده کرد.